# Bacewka
Bacewka (ros. Бацевка) – wieś (ros. деревня, trb. dieriewnia) w zachodniej Rosji, w sielsowiecie wierchnieczesnoczeńskim rejonu wołowskiego w obwodzie lipieckim.

## Geografia
Miejscowość położona jest nad ruczajem Czesnocznyj, 4 km od centrum administracyjnego sielsowietu wierchnieczesnoczeńskiego (Niżnieje Czesnocznoje), 16,5 km od centrum administracyjnego rejonu (Wołowo), 125 km od stolicy obwodu (Lipieck).
W granicach miejscowości znajduje się ulica Riecznaja (7 posesji).

## Demografia
W 2012 r. miejscowość zamieszkiwało 10 osób.